# Tuba City (Arizona)
Tuba City (en navajo: Tó Naneesdizí) es un lugar designado por el censo ubicado en el condado de Coconino en el estado estadounidense de Arizona. En el Censo de 2010 tenía una población de 8611 habitantes y una densidad poblacional de 370,48 personas por km².

## Geografía
Tuba City se encuentra ubicado en las coordenadas 36°7′30″N 111°14′48″O / 36.12500, -111.24667. Según la Oficina del Censo de los Estados Unidos, Tuba City tiene una superficie total de 23.24 km², de la cual 23.24 km² corresponden a tierra firme y (0%) 0 km² es agua.

## Demografía
Según el censo de 2010, había 8.611 personas residiendo en Tuba City. La densidad de población era de 370,48 hab./km². De los 8.611 habitantes, Tuba City estaba compuesto por el 4.35% blancos, el 0.31% eran afroamericanos, el 92.38% eran amerindios, el 0.8% eran asiáticos, el 0.03% eran isleños del Pacífico, el 0.37% eran de otras razas y el 1.74% pertenecían a dos o más razas. Del total de la población el 3.33% eran hispanos o latinos de cualquier raza.